# Moana Pozzi
Anna Moana Rosa Pozzi (Gênova, 27 de abril de 1961 – Lyon, 15 de setembro de 1994)  foi uma atriz pornográfica, modelo, política, escritora e apresentadora de televisão italiana.

## Biografia
Pozzi começou estudar modelagem e atuações aos dezenove anos em Roma, e depois entrou no mercado pornô por volta de 1986, agenciada por Riccardo Schicchi. Ela também participou na famosa Curve deliziose, ao lado de Cicciolina e outras, o primeiro show ao vivo na Itália, onde modelos nuas iria se masturbar no palco. Este escândalo lhe causou acusações de obscenidade. Ela logo tornou-se famosa na indústria pornô e logo eclipsou a popularidade de Cicciolina na Itália. 
Em 1991, Pozzi publicou seu primeiro livro chamado de Moana's Philosophy, onde ela listado, com marcas de 4-9,5, vinte celebridades famosas que tinham sido seus amantes. A lista inclui atores como Robert De Niro, Harvey Keitel, Roberto Benigni e Massimo Troisi, jogadores de futebol, como Paulo Roberto Falcão e Marco Tardelli, escritores como Luciano De Crescenzo e etc. Em 1992, Pozzi co-fundador com Ilona Staller, o Partido do Amor da Itália, cujo programa político incluía legalização dos bordéis, melhor educação sexual e a criação de "parques de amor". Ela concorreu a prefeita de Roma e recebeu cerca de 1 por cento do total de votos.
Em meados de 1994, Pozzi estava doente, incapaz de comer sem vomitar, e perdeu peso. Ela viajou para a Índia com seu marido Antonio Di Ciesco e, em seguida, entrou em uma clínica em Lyon, França. Ela morreu em 15 de setembro de 1994, com a idade de 33. Um relatório afirma que ela morreu de câncer de fígado.
Moana atuou em cerca de 100 filmes pornográficos, a maioria na Itália, mas também alguns em Los Angeles com Gerard Damiano como diretor. Ela vendeu cerca de um milhão de fitas de vídeo e foi capa de mais de cinquenta revistas importantes, excluindo ensaios fotográficos em revistas pornôs. Ela valia mais de 50 bilhões de liras italianas em 1990, cerca de 26 milhões de euros. Alguns de seus lucros foram doados postumamente ao financiamento de pesquisas médicas em tumores.